# 塞爾吉奧·羅德里格斯·洛佩斯-羅斯
塞爾吉奧·羅德里格斯·洛佩斯-羅斯（ 西班牙語：Sergio Rodríguez López-Ros，1970年11月21日—）是西班牙學者和外交官。目前擔任巴塞羅那Abat Oliba
CEU大學副校長。